# Sagaan Ubgen

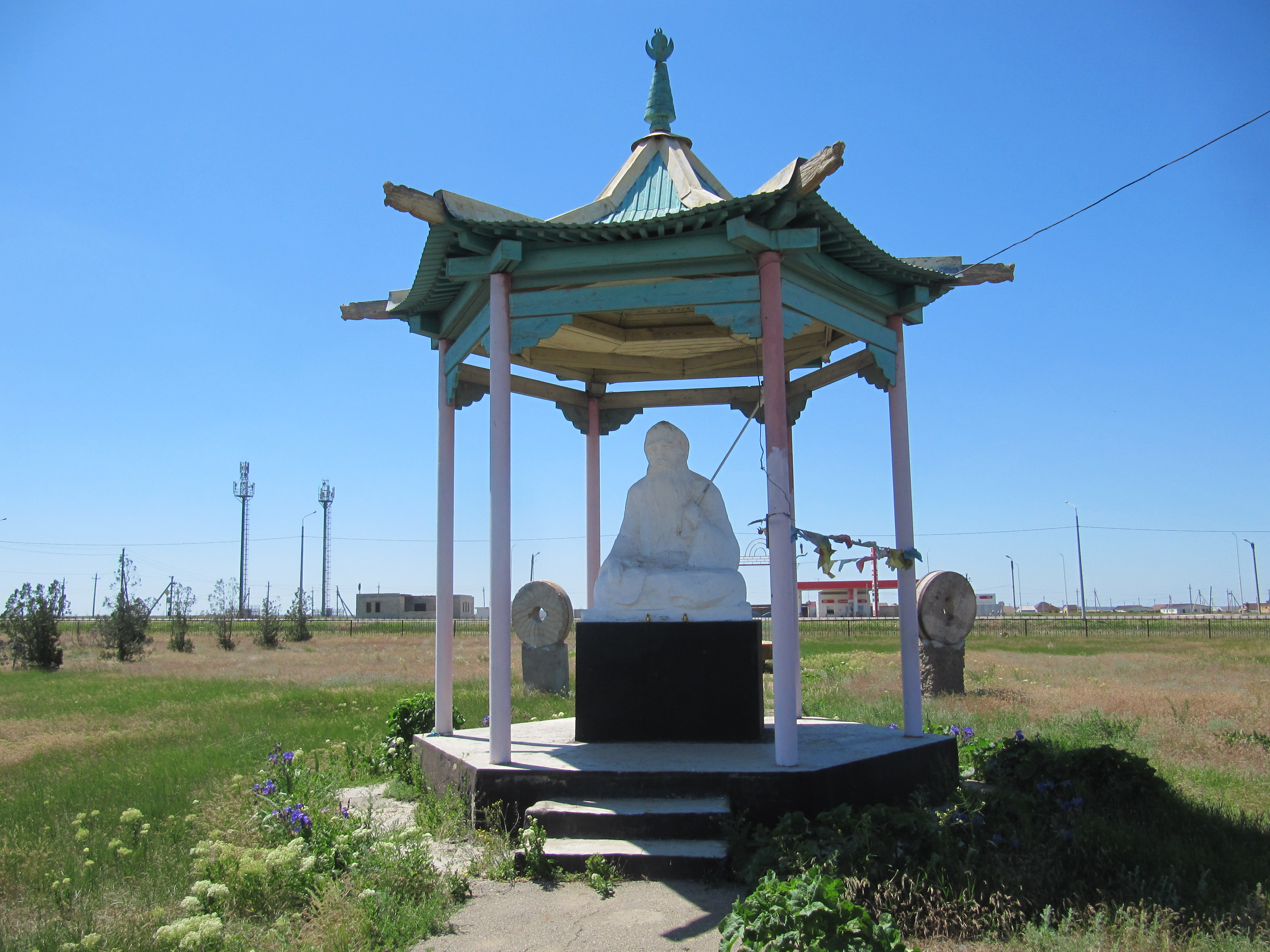

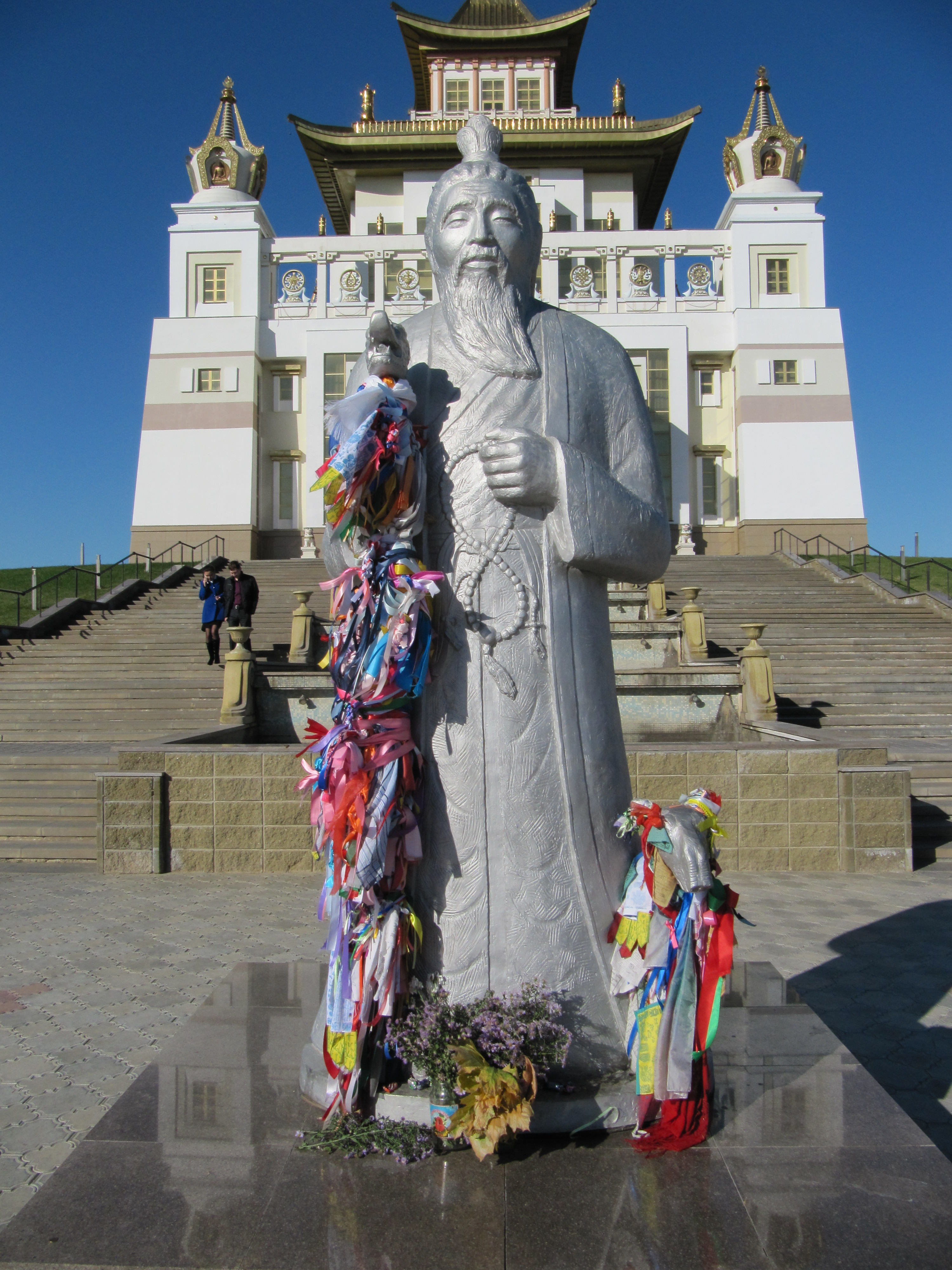
en kalmouk, le nom est Цаган Авга ou Цаган Аав. Cette statue de Tsagan Aav se dresse devant le Burkhan Bakshin Altan Sume à Elista, en Kalmoukie.

Sagaan Ubgen (Mongol cyrillique : Цагаан өвгөн ; Kalmouk : Цаһан өвгн ; Bouriate :Сагаан үбгэн ; russe : Белый Старец) est le gardien mongol de la vie et de la longévité, un des symboles de la fertilité et de la prospérité dans le panthéon bouddhiste. Il est adoré comme une déité, dans ce que les universitaires appellent le chamanisme blanc, une subdivision de ce que les universitaires appellent le chamanisme jaune Bouriate, une tradition du chamanisme mongol, qui intègre des rituels et croyances bouddhistes et est spécifiquement influencé par le bouddhisme tibétain. Sagaan Ubgen est originaire de Mongolie.
Dans certaines versions de la mythologie, Sagaan Ubgen, l'ancien blanc est partenaire de « Etügen » (Terre mère), également connue sous le nom « Etügen Eke (en) ».